# Paweł Kozubek
Paweł Kozubek (ur. 6 stycznia 1873 w Dąbrowie, zm. 27 maja 1950 w Łodzi) – pułkownik piechoty Wojska Polskiego, kawaler Orderu Virtuti Militari.

## Życiorys
W lutym 1919 brał aktywny udział jako dowódca 14 pułku strzelców w bojach 4-tej Dywizji Strzelców Polskich z bolszewikami w czasie okupacji na południu Rosji. Za zdobycie Tyraspola dowództwo francuskie wydało rozkaz pochwalny oddziałowi, którym dowodził z 4-tej Dywizji Strzelców Polskich. W lipcu 1919 w wyniku reorganizacji 14 pułk piechoty został nazwany 29 pułkiem piechoty a we wrześniu 1919 29 pułk piechoty otrzymał nazwę 29 Pułk Strzelców Kaniowskich. Od września 1919 był pierwszym polskim dowódcą 6 Pułku Strzelców Podhalańskich po powrocie pułku do kraju. W styczniu 1920 podczas obejmowania Pomorza pułk dostał czasowo nazwę „Grupa Operacyjna nr 1". Jako dowódca pułku został dowódcą Grupy. Dekretem z dnia 30 lipca 1920 został przeniesiony do Rezerwy Armii. Dekretem Wodza Naczelnego z dnia 30 lipca 1920 przyjęty do Wojska Polskiego i otrzymał następujący przydział do 47 Pułk Strzelców Kresowych. Dekretem Naczelnika Państwa i Wodza Naczelnego z dnia 3 maja 1922 r. (L. 19400/O.V.) został zweryfikowany w stopniu pułkownika ze starszeństwem z dnia 1 czerwca 1919 r. i 42. lokatą w korpusie oficerów piechoty. Dekretem Wodza Naczelnego z dnia 10 maja 1922 został nadany „Order Virtuti Militari” V klasy L.Krz.6905. Od roku 1923 pełnił jako nadetatowy oficer 43 pułku piechoty służbę na stanowisku komendanta Powiatowej Komendy Uzupełnień Lubicz. W roku 1926 zwolniony ze stanowiska komendanta PKU Lubicz i pozostawiony w dyspozycji dowódcy O.K.VIII. Z dniem 30 kwietnia 1927 został przeniesiony w stan spoczynku. Na emeryturze mieszkał w Kielcach. 

## Ordery i odznaczenia
- Krzyż Srebrny Orderu Wojskowego Virtuti Militari nr 6905 (10 maja 1922)[13]
- Złoty Krzyż Zasługi (30 stycznia 1939)[14]
- Medal Niepodległości (15 kwietnia 1932)[15]
- Krzyż Wojenny (Francja)[16]